# Giuseppe Bofondi
Giuseppe Bofondi, född 24 oktober 1795 i Forlì, Italien, död 2 december 1867 i Rom, var en italiensk kardinal. Han var kardinalstatssekreterare från 1 februari till 10 mars 1848.
I december 1846 utsåg påve Pius IX Bofondi till kardinaldiakon av San Cesareo in Palatio. Utnämningen skedde in pectore och offentliggjordes i juni 1847.
Kardinal Bofondi har fått sitt sista vilorum i kyrkan Santa Maria in Campitelli i Rom.